# 舛田利雄
舛田利雄（1927年10月5日—），電影導演。二戰後以導現代戰爭電影著稱，尤以日本軍國主義擴張的數場戰爭成電影描述皆出自於他執導。

## 生平
- 1927年出生於兵庫縣神戶市
- 大阪外国語大學畢業
- 1957年起擔任新東寶（日语：新東宝）電影、日活電影公司助理導演、導演
- 離開日活電影，即與黑澤明、深作欣二與美國好萊塢合導包括《虎虎虎》、《二百三高地》等大場面戰爭電影
- 此時最常合作拍片演員是石原裕次郎、三船敏郎
- 1993年紫綬褒章
- 1999年日本天皇贈勲四等旭日小綬章受章

## 作品
- 錆びたナイフ（1958年）
- 青年樹（1960年）
- 花與龍（1962年）
- 藍天勇者（1969年）
- 虎!虎!虎!（1970年）
- 黎明挑戰（1971年）
- 人間革命（1973年）
- 諾斯特拉達姆士的大預言（1974年）
- 續人間革命（1976年）
- 宇宙戰艦大和號（1977年）
- 再見，宇宙戰艦大和號愛的戰士（1978年）
- 永遠的大和號（1980年）
- 二百三高地（1980年）
- 大日本帝國（1982年）
- Highteen Boogie（1982年）
- 日本海大海戰 海軍進行曲（1983年）
- 零戰燃燒（1984年）
- 愛・出發（1985年）
- 首都消失（1987年）
- 社葬（1989年）
- 動天（1991年）
- 必殺5 黄金血（1991年）
- 江戶城大亂（1991年）
- 天國的大罪（1992年）